# 曾偉雄
曾偉雄，GBS，PDSM，PMSM，JP（1958年5月5日—），前香港警務處處長，任期由2011年1月11日至2015年5月4日，為香港主權移交後歷來任期第二長的警務處處長。目前擔任国家禁毒委员会副主任，第十三届全国政协委员及中國警察協會副會長。
曾偉雄在任期間對警務處進行了多方面改革，領導警務處期間香港治安連年改善，至2014年罪案數字創下1997年以來之新低、罪案率為1973年後首次跌至每十萬人口計而少於1,000宗。然而，其鷹派作風及言論致使其成為香港主權移交後爭議最大的警務處處長之一，故大眾根據其外觀及強悍作風給了他一個「禿鷹」的綽號；特別是強硬處理示威活動，當中包括2014年下令向示威者施放87枚催淚煙，香港市民對警隊的總體滿意程度於2014年12月創下香港主權移交以來最低紀錄。

## 簡歷
曾偉雄於1970年畢業於高主教書院小學部，後於1977年畢業於高主教書院預科，期間曾經為中文學會的秘書，畢業後於一所晚間學校延續其在修讀中學時期的中學義工隊事務（教授英文）。1978年1月，曾偉雄成功投考加入皇家香港警務處，成為見習督察，在職期間不斷進修，後來獲得頒授工商管理碩士學位。30多年來，曾偉雄在警務處擔任過多個崗位，當中大部份與偵緝事務有關，包括於1980年代駐守於毒品調查科等，期間獲上司挑選為臥底，混入販毒集團後與毒販交易，最終成功拘捕疑犯、協助單位偵破案件。由於表現出色，曾偉雄獲重點栽培，於1988年以總督察職級身份獲保送至英國布林斯希爾警察員工學院修讀初級指揮課程（通常為人員晉升為警司後才會獲保送至英國修讀相關課程），於翌年晉升為警司，期間於1993年至1995年再次遠赴英國，被借調往倫敦警察廳擔任偵緝警司（分區偵緝單位指揮官），期間偵破多宗案件。1996年，曾偉雄晉升為高級警司，駐守於新界北總區刑事總部。1998年，曾偉雄晉升為總警司，擔任灣仔警區指揮官，期間於1999年在北京清華大學修讀中國事務課程；至2000年至2002年擔任有組織罪案及三合會調查科主管，在任期間曾經領隊偵查季炳雄案，包括一次搗破懷疑支援季炳雄持械行劫的犯罪集團、檢獲載有可疑交易的銀行戶口紀錄、名貴手表及開山刀等等；期間先後於2000年及2002年在美國哈佛大學及英國皇家國防研究學院分別修讀管理發展課程及深造。

### 改革人事及訓練制度
2003年，曾偉雄獲委任為警務處助理處長，領導資訊系統部，期間於2004年在北京國家行政學院修讀進階國家事務研習課程。2005年2月，曾偉雄獲委任為警務處高級助理處長，擔任人事及訓練處處長，期間致力提升警務人員的心理質素，包括為心理服務課擴充編制、聘請警察臨床心理學家測量現職警務人員的心理圖譜以及為投考人設計心理質素評估問卷。此外，因應人員學歷節節上升，曾偉雄在任期間構思了一套人事管理綜合策略，安排擁有7年資歷的警務人員駐守於不同崗位工作及學習專門知識，以挽留人才被私營機構以高薪挖角的持續情況、減少流失率及提升警察的專業形象。與此同時，就警務處自1988年後未再就職級檢討，他亦於同年起進行職系架構檢討，以研究職級是否切合時下的實際需要，包括考慮取消高級督察（虛銜）、高級警司及警務處高級助理處長職級，並且合併警長及警署警長為一個職級。至2006年，曾偉雄調任行動處處長。2007年12月21日，警務處確認將會委任曾偉雄為警務處副處長（管理），至翌月月7日委任其為警務處副處長（管理），接替於同日展開退休前休假的馮兆元；任內建樹之一是設計新一代的警署建築及模型，作為未來一世紀全面翻新各警署的藍本，採用人性化的設計，加強保障報案者的私隱。至2010年3月，曾偉雄調任警務處副處長（行動）。

### 提早上任，確保交接順利
2011年1月6日，國務院宣佈任命，曾偉雄於2011年1月11日接替預定任期至5月月底、選擇提早於當日展開退休前休假的鄧竟成擔任警務處處長，以確保多名憲委級人員於短期內之退休、晉交及交接順利。其任期將逾5年，為香港回歸後歷來任期第二長處長。曾偉雄於當日會見香港傳媒，表示懷著愉快心情履新，深信其同袍的敬業樂業的精神及社會對警務的支持，將會有助於警務處應付未來各項挑戰。他指出，警務處實踐高度專業、誠信和服務文化是非常重要，他在任內將會繼續加強此方面的工作。他期望與員工加強溝通，討論他們所關注的事項。

### 築構國際跨境警務合作網絡
香港作為國際金融中心、香港國際機場作為航空運輸中心、香港社會資訊四通八達、人流及貨運均駱驛不絕，故此罪行不僅限從本地發展，乃跨地域性地發生，包括販毒、洗黑錢、銷贓、騙案、科技罪行、發佈兒童色情刊物及有組織罪行等等。加上香港地少人多，跨境罪行一旦進入香港境內，隨即能夠快速散播，並無緩衝空間予警察容後處理。為了免除過去香港警務處需要透過國際刑警組織協調來處理跨境罪行的程序，曾偉雄上任後首兩年馬不停蹄地與海外多個國家築構國際跨境警務合作網絡，從亞太區（包括日本、柬埔寨、泰國、馬來西亞、新加坡及印度尼西亞等等）起，由近到遠外訪海外執法機構，遠至大洋洲（包括澳大利亞及新西蘭）、歐洲（包括法國等等）、北美洲（美國及加拿大；包括訂定與美國聯邦調查局採取同步行動，打擊網上發佈兒童色情刊物。）及南美洲（包括哥倫比亞等等），促成簽訂多份警務合作協議，用以擴展偵查、追蹤及拘捕疑犯、情報交流及人員培訓等合作之門。以避免過往需要透過國際刑警組織協調來處理跨境罪行的被動性，往後可以直接單對單的模式跨境警務合作，大幅度地提升偵破罪案效率。

### 持續發展反恐策略
考慮到香港為國際大都會，為很多國際企業總部或者辦事處的根據城市，逾百個國家均在香港設立領使館或者榮譽領使。在政治層面上，香港是中國的特別行政區之一，香港社會受到中國整體形勢及情況所影響。過往，針對處理重要基礎設施的風險評估事務均由各警區負責，出現時空及資源上局部限制。為了防患未然，加強各敏感重要基礎設施防範恐怖襲擊的能力，遏止一切可能在香港境內發生的恐怖活動，警務處特別就此制合了原先由不同部門所負責的事務，集中人力和資源，齊集於一個部門內。期望於未來，原本由警區負責的相關任務可以交由此新部門、反恐特勤隊、機場特警組、特別任務連、爆炸品處理組、刑事總部、相關香港政府部門及設施機構負責人；各司其職，以達致「預防、保護、戒備、追查、應變」的「反恐五步曲」。上任同年4月，曾偉雄開始籌備成立重要基礎設施保安協調中心，至同年12月22日成立。與此同時，曾偉雄亦繼續促進各的水平，特別是反恐特勤隊及特別任務連，前者編制倍增、引進更先進的武器及裝備，並且增加與其他地區的反恐隊伍交流；而原來僅負責治安事件的小艇分區被添置裝備及提升訓練水平至「協助反恐」級別，並且於2013年1月在其轄下成立警務處第7支特種警察部隊（海事上第2支）──海事緊急應變小組，填補了過往香港海域上沒有具備快速應變功能的反恐單位的一塊空白。

### 改革傳媒聯絡及消息發佈制度
2011年8月起，曾偉雄推動了一系列的措施，藉以促進警察與傳媒的關係，包括成立了傳媒聯絡隊，負責在大型公眾活動現場中擔任警察與傳媒溝通的橋樑，以加強傳媒了解警察對有關的大型公眾活動的警務安排，同時減輕前線警務人員因而需要面對的回應傳媒的額外工作，從而減少雙方不必要的磨擦。對於有突發記者反映案件簡報訊息的數量不足，曾偉雄於2012年2月承諾將會研發資訊發佈平台，協助香港傳媒採訪與警務相關的報道；同年9月22日，警察公共關係科就此開創了互動電子平台，針對案件、事件及官方回應等即時向傳媒發布案件的簡報訊息，由以往每日發佈20宗資訊大幅度增加至每日發佈600至700宗。此外，亦開設了一條特別電話熱線，傳媒每次致電可以最多揀選3宗最具興趣了解的突發新聞及資訊，透過電子郵件獲得相關的基本資料，而獲得最多記者點選「讚好」之項目，警察公共關係科更將會優先發放；此舉大致上取締了以往透過傳真發佈突發新聞及資訊的傳統方式，加強了警察與傳媒之間的即時互動性。2013年，警察公共關係科先設立了香港警隊流動應用程式，及後於3月26日開設了香港警務處官方YouTube頻道。與此同時，基於公眾活動數目不斷增加，警察公眾聯絡組於2012年10月成立，負責主動聯絡大型及跨區的公眾活動的主辦者及持份者，加強雙方溝通，並且徵詢專家或者學者，就處理公眾活動的警務提供意見，以及在大型及跨區的公眾活動中協助及支援警民關係組，以促進公眾活動得以維持秩序及安全地進行。

### 促進少數族裔與警察的關係
對於香港融樂會的持續建議，加強香港少數族裔與警察的關係，以減少文化衝突、種族歧視、促進互相了解及提升香港少數族裔投身警務處的機會，曾偉雄於上任同年擴展了社區聯絡助理計劃，增加8個警區至13個警區以非公務員合約條款聘請香港少數族裔擔任社區聯絡助理，負責在警民關係組的警民關係主任的協助下，促進警察和香港少數族裔社區的溝通，包括與區內的香港少數族裔領袖會面、向員佐級職級講授少數族裔的傳統習俗及禁忌及教授簡單外語；而警察公共關係科就針對性地吸納香港少數族裔加入少年警訊（至2014年大幅度上升至1,700名香港少數族裔會員）。與此同時，就以非粵語為母語的警員及見習督察投考人的計分制度作出修訂，新增通曉（不包括普通話和英語）外國語文的投考人可以獲取額外分數。同年，香港回歸後的首名土生土長香港少數族裔（香港及巴基斯坦混血兒）警員畢業；從2011年年初至2014年年初，逾百名少數族裔警員及見習督察投考人，兩者合共平均成功率為13%，比較平均成功率（警員：9%，見習督察：2%）為高。

### 重組科技罪案單位，提升香港網絡安全
對於香港科技罪案數字不斷在2012至14年間不斷上升，而且愈趨複雜。出身於偵緝部門的曾偉雄特別注重罪案率及破案率的情況，他於在任警務處副處長（管理）期間及準備接任警務處處長職級前就揚言於上任後，提升香港網絡安全及打擊科技罪行將會為其首要工作目標之一。於2011年，科技罪案組接獲2,206宗罪案，涉及損失金額達1億4千8百萬港元，每月所需要檢驗的電腦數據達36太位元組。同年，更有黑客攻擊香港交易所網站，導致逾7間股票及窩輪牛熊證停牌。於2012年，科技罪案組接獲3,015宗罪案，涉及損失金額達3億4千萬港元，包括發生金銀業貿易場轄下交易商去年亦遭到黑客攻擊及勒索。有見及此，曾偉雄落實了將科技罪案組升格及獨立成科的計劃，計劃將其編制倍增，以應付及處理黑客入侵商業機構等嚴重科技罪案；另外加強訓練警區人員，使到警區人員能夠處理一些簡單科技罪案。此外，隨著智能手機及平板電腦普及，兩者亦相繼成為了新興的犯罪工具。加上整體科技罪案數量大幅度地上升，從2012年的3,015宗至2014年增加至5,133宗，致使科技罪案組的工作量大幅度地增加。2013年，科技罪案組接獲為流動裝置進行法理鑑證的要求高達2,853宗（單是手提電話已經涉及近4,000部。），比較2012年的2,462宗增長16%。為求促進效率，善用警察力量，將高科技犯罪證據保留，以增加破案率，科技罪行初步支援小組於2013年11月重組為科技罪案初步應變小組，包括添置多種器材、擴大職能，從科技罪案組接收為流動電話、智能電話及平板電腦等流動裝置進行的初步法理鑑證及為科技罪案組外的前線警務人員提供與打擊科技罪案相關的訓練任務，加強科技罪案初步應變小組對處理流動裝置的訓練，致使科技罪案組可以集中資源，調查嚴重科技罪案。
此外，2012年首10月紀錄有761宗非法進入電腦系統案件，即比較2011年全年紀錄有567宗大幅度增加34%，涉及金額亦由4,110萬港元大幅度上升至1億3千5百萬港元；至於分散式阻斷服務攻擊則由2011年紀錄有11宗增加愈倍至2012年首10月紀錄有25宗，金額則由140萬港元下降至35萬港元。美國互聯網安全技術廠商賽門鐵克報告亦都指出，香港網絡為亞太區受到黑客攻擊頻率最高的城市。香港作為國際金融中心和航空運輸中心，資訊基礎設施極其重要，一旦發生網絡癱瘓，將對香港構成災難性的影響。為了防範於未燃，曾偉雄認為除了需要調查案件外，亦需要主動監察以預防網絡攻擊發生。經年籌備，網絡安全中心於2012年12月成立。
香港為世界上使用Wi-Fi熱點最密集的地方之一，97%香港居民都接達寬頻服務，而流動電話的滲透率更高達237%，預期將會有進一步的增長。因此，個人、機構及重要基礎設施均容易成為科技罪案的受害者，其網絡安全亦容易受到威脅。鑑於科技罪行有迅速增加的趨勢，曾偉雄於2013年起將打擊科技罪案列為警務處處長首要行動項目之一，為首任警務處處長將打擊科技罪案相關警務列入警務處處長首要行動項目綱領中。縱使科技罪案組的編制於成立起一直擴充，不過作為商業罪案調查科轄下的一個組別，其獲撥款之財政資源不足以應付日益複雜的科技罪案以至網絡安全威脅所帶來的挑戰。警務處為了加強在打撃科技罪行上的能力，透過於2014年1月15日發表的《2014年度香港行政長官施政報告》宣佈，科技罪案組將會於同年12月與網絡安全中心合併及升格為網絡安全及科技罪案調查科。至2015年1月1日，網絡安全及科技罪案調查科成立，原來隸屬於商業罪案調查科的科技罪案組及其轄下的網絡安全中心被撥歸其下，並且進行重組、擴充。

### 傳媒高層接連遭遇襲擊
2014年2月26日及3月19日先後發生《明報》總編輯劉進圖遇襲案及《香港晨報》兩名高層人員遭遇襲擊，兩宗事件均備受香港社會高度關注及香港傳媒連日來大編幅報導。由於被拘捕的疑犯均為和勝和成員，時任警務處處長曾偉雄於3月21日下令大舉打擊三合會的大型行動，而和勝和則為頭號目標，務求重挫該三合會勢力，並且打擊三合會的收入來源。有組織罪案及三合會調查科於即日傍晚6時起至4月20日歷時一月、聯同刑事情報科及警犬隊、所有5個陸上警察總區反三合會行動組、警察機動部隊及交通部，以及各警區的刑事單位展開代號為「智磐」（RockSmarter）的反三合會行動，突擊搜查香全港逾150個娛樂場所，共拘捕包括和勝和骨幹成員在內的317人，當中97人涉及販運毒品、56人涉及三合會背景，並且檢獲31萬港元現鈔、價值約670萬港元的色情光碟及逾20萬港元毒品以及大批武器。

### 臨近退休獲梁振英表揚
2015年3月21日，預定任期至同年5月的曾偉雄最後一次以警務處處長身份出席撲滅罪行聯席會議。香港行政長官梁振英致辭時表揚曾偉雄──「為香港任勞任怨、無私付出、表現卓越」，致辭以「Andy，感謝您」作結，台下多名香港政府高級官員（包括比較警務處處長高級的局長級及司長級高級官員：政務司司長林鄭月娥、律政司司長袁國強和保安局局長黎棟國）及約400名與會者全體站立致意及鼓掌逾半分鐘。而政務司司長林鄭月娥致辭時亦向曾偉雄致謝，「我亦希望藉此機會親自向警務處處長曾偉雄Andy表示衷心的感謝。在這兩年多以來，我作為撲滅罪行委員會主席，深深感受到曾處長在領導這支優秀的警隊，為香港維護治安所付出的努力，多謝你Andy。」曾偉雄於會議後接受採訪時回應提問時表示，他認為行政長官和政務司司長為讚揚整支警隊，非他個人，「我作為一個執法部門的首長，就是依法辦事，當然依法辦事時的時候，有人同意、有人不同意，有人高興、有人不高興，但是這些都不在我考慮之列。」。

## 退休後

### 從商
曾偉雄於2015年3月退休前曾表示不會考慮從商，只會考慮以年薪1元到慈善機構打工。2016年5月，曾向公務員事務局申請震雄集團擔任兼職策劃顧問，年薪約100萬元。他強調並無違反他早前指退休後不從商的說法，指「我非從政、非從商，只是申請做管理顧問，我講過的我認數，呢刻一樣。」其講法被指是語言偽術。
自2018年1月起，曾偉雄獲新鴻基地產旗下經營九巴業務的載通國際委任為獨立非執行董事和審核及風險管理委員會成員，以及載通兩間附屬公司九龍巴士和龍運巴士董事，年薪50.4萬元。

### 落選聯合國毒品和犯罪問題辦公室主任
2019年4月獲委任為國家禁毒委員會副主任的警務處前處長曾偉雄，在6月時獲中央政府提名，競逐聯合國駐維也納辦公室（UNOV）總幹事兼聯合國毒品和犯罪問題辦公室（UNODC）執行主任。不過，在“反送中運動”中香港警察及中國政府的形象跌落谷底，而曾偉雄曾指警員「如慈母一樣保護佔領者」等言論。
2019年7月，香港民間發起了白宮聯署要求聯合國禁止曾偉雄出任禁毒副主任職位，唯在聯署達標前三天的衝刺階段，聯署數字一直被凍結不動，很多網民表示收不到白宮驗證電郵無法繼續簽署，輿論懷疑有黑客使用網絡大炮等工具入侵網站阻止聯署。最終8月27日聯署限期到達時聯署數字一直停留在8萬4千結束，未能達到10萬的聯署要求。香港民間隨即再接再厲在8月27日發起第二次白宮聯署，由零開始重新收集簽署，最終聯署成功突破十萬門檻要求並以11萬8千作結。其後聯合國亦在11月下旬公佈曾偉雄競逐職位失敗，禁毒副主任一職由埃及社會團結部長瓦利出任。

### 獲選中國警察協會副會長
2021年9月23日，曾偉雄獲選為中國警察協會副會長。曾偉雄指，感謝中國警察協會對他的信任，讓他有機會參予協會凝聚國內警隊，推動與國外警隊的合作，提升警務工作水平，促進警民關係等非常有意義的工作。曾偉雄指，獲選為中國警察協會副會長，對他個人而言，是一份光榮，也是一份責任。日後他將特別關注協會與香港，澳門和台灣警察社團組織，以至外國警察社團組織的交流與合作，又說會盡一己之所能，為協會的工作努力。

## 警務處處長首要行動項目

### 2011年
《2011年警務處處長首要行動項目》合共6項，下分12小項。
- 打擊暴力罪案
  - 確保治安
  - 家庭暴力
- 打擊黑社會、犯罪集團及有組織罪行
  - 黑社會活動
  - 犯罪集團及有組織罪行
  - 犯罪得益
- 打擊毒品
  - 非法販運
  - 學生及青少年吸食毒品
- 打擊「搵快錢」罪案
- 提高公眾安全
  - 公眾安全
  - 道路安全
- 加強反恐工作
  - 預防措施
  - 保護措施
  - 做好充份準備[130]

### 2012年
與2011年一樣

### 2013年
新增「打擊科技罪行」一項，在「提高公眾安全」下新增「重大事故及災難」一個小項，在「加強反恐工作」下以「應變行動」小項取代過往的小項「保護措施」。

### 2014年
將上年度的「打擊科技罪行」一項改為「加強網絡安全和打擊科技罪行」。

### 2015年
將「打擊黑社會、犯罪集團及有組織罪行」下的「犯罪得益」小項改為「犯罪得益及洗黑錢」。

## 榮譽
- 警務處處長嘉許狀（於1981年獲頒）
- 行政長官公共服務獎狀（於2007年及2009年獲頒）
- 殖民地警察長期服務獎章（於1996年獲頒）
- 香港警察長期服務獎章（於1997年獲頒）
- 香港警察卓越獎章（於2007年獲頒）
- 香港警察榮譽獎章（於1999年獲頒）
- 指揮官嘉許狀（於1982年至1988年5度獲頒）[135]

## 言論作風
由於曾偉雄對外的態度及作風強勢，他被公認為一名鷹派人物。針對其外形特徵及作風，部份人俗稱他為「禿鷹」。對於被形容為鷹派，曾偉雄於2011年1月29日接受香港電台及商業電台的電台節目訪問時表示：「（屬於）『鷹派』抑或『鴿派』不是最重要，香港是法治社會，市民是要求我們做事有法可依，依法辦事」。他說，如果形容他為「鷹派」是指他對待違法者和匪徒方面，他表示認同。

### 「維護法紀要道歉是天方夜譚」
2011年3月6日，反對《財政預算案》示威中發生了激烈的警民衝突，警察需要採用武力才平息事件。曾偉雄於事後表示，「當時的場面混亂，社會秩序已經受到破壞，警察採取果斷行動以維持社會秩序是責無旁貸」。他指出，當日的示威者堵塞交通4小時，癱瘓交通幹道，警察經過長時間勸喻都無效，示威者又與在場警務人員推撞，故此有清場的必要。曾偉雄重申警察並無使用過份武力，做法無誤。對於一名男童於示威現場被胡椒噴劑濺中，一名在場記者向他提問是否需要因而道歉，他回應：「維護法紀需要道歉，這個是天方夜譚來的。」。

### 「有警員如慈母一樣保護佔領者」
2014年12月佔領行動期間，部分警員被指曾暴力對待甚至毆打個別示威者，曾偉雄出席電視台節目時稱，舉例指旺角有大規模衝突，場面極度混亂，他認為警方已採取最包容態度，又指有些場面令他感動，「有警員如慈母一樣保護佔領者」，以身體擋住反佔領人士，讓學生離開。此後＂慈母＂一詞一度成為市民揶揄警察的稱號。。

### 「如果有些人不願守法，你問他警民關係有多好，他一定說不好」
2015年5月4日，曾偉雄在臨別記者會上談論警民關係，他批評有市民視法律如無物，並特別指部分有政黨背景的人「罔顧法紀」。他又自言警民關係「一直相當良好」，認為有人是不願守法，他們便會覺得警民關係不好。「如果有些人根本是不願意守法的，如果你問他警民關係有多好，一定不好。等於如果我們拘捕了一些綁匪，問綁匪警民關係好不好，你拘捕他當然不好，這個很自然。」。

### 「社會不守法意識蔓延」
2019年6月，曾偉雄接受《大公報》專訪，指從佔領中環到旺角騷亂到6·12佔領，他一直擔心社會不守法的意識會進一步蔓延，今次反修例示威引發連串暴力事件正是這股違法意識的延續。他希望公眾能客觀理性，以事實看清事件。這次事件亦多了外藉人士參與，而「亂港分子」有策略地圍堵警總，目的是要打擊警方執法意志、衝擊法治，令社會陷入危險狀態。

## 家庭生活
對於為何投身警察，曾偉雄於2011年11月20日接受訪問時表示，「成為警察不會讓你發達，但是非常有意義，因為you can make a difference，令到治安及警隊有改善；每日投入工作都很開心......」
曾偉雄於偵緝崗位服務時，認識及與當時為警隊翻譯員之同事結婚，育有2子1女，3人均在香港接受教育。
2014年2月15日，曾偉雄於出席電台節目時指出，由於警務繁重，暫時未安排退休後的事情。被問及會否仿效上一任處長鄧竟成，於退休後晉身為全國政協委員，曾偉雄表示「太深，唔識做」，亦聆聽到香港市民對他的批評聲音，相信自己未必適合從政，亦對經營生意無興趣，故此不願意加入私人機構任職。不過工餘時有從事義務工作，故此於退休後有興趣從事社會服務。
2024年10月，曾偉雄位於大埔康樂園的獨立屋遭爆竊，有小量飾物、手錶及現金等財物被盜。

## 爭議

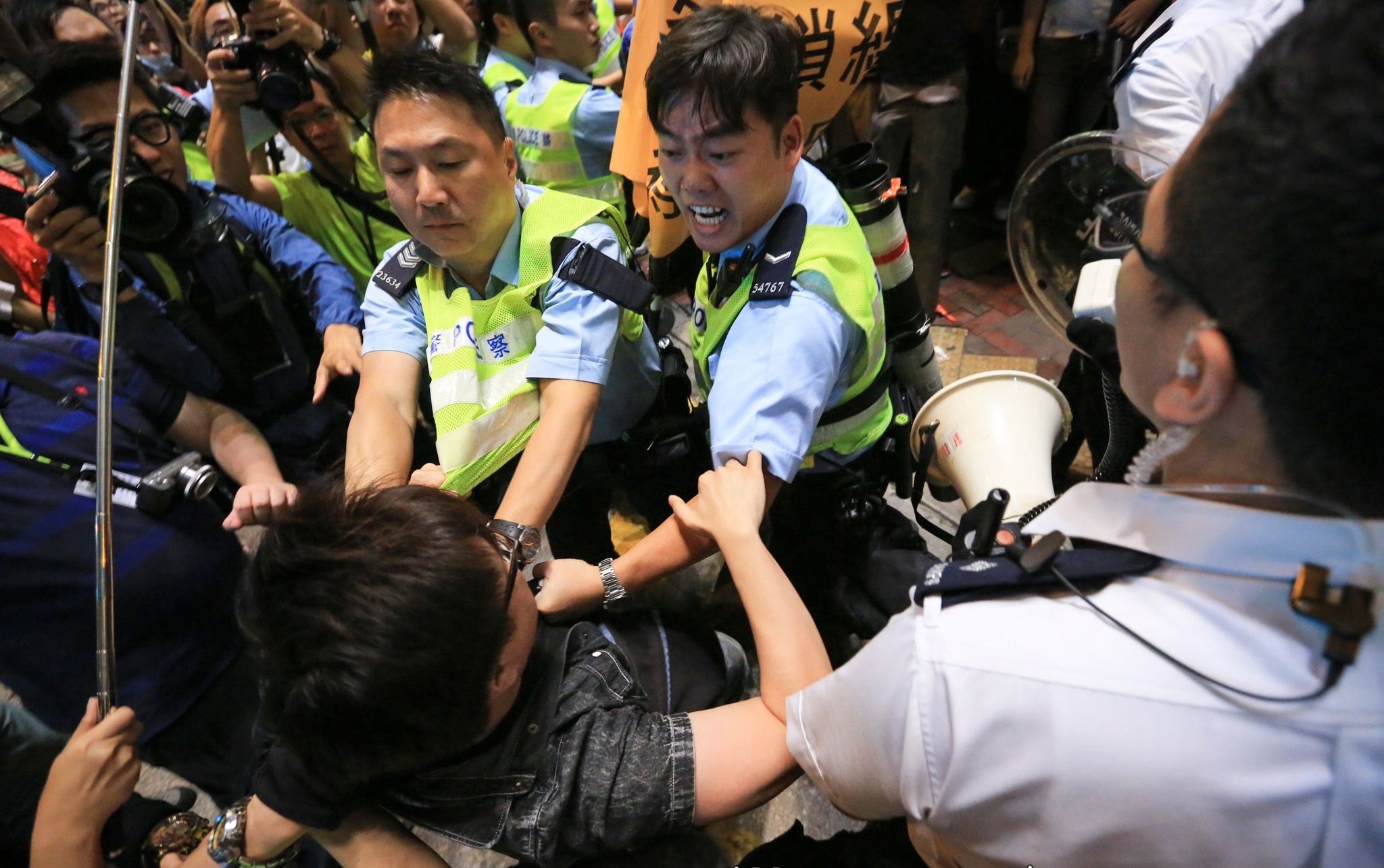
警方處理示威者手法，受到不少爭議，圖為2014年11月的旺角清場及驅散行動

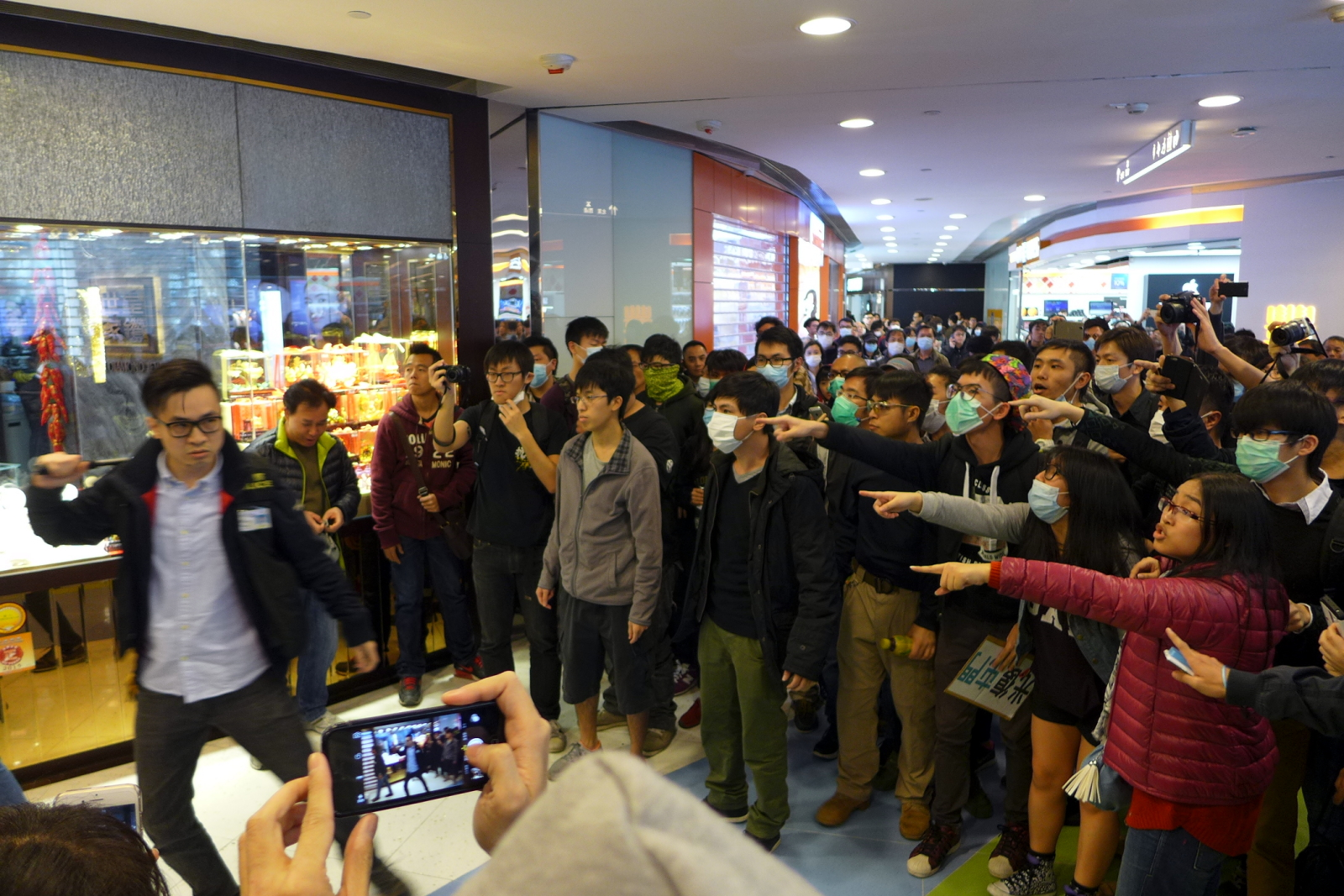
一名便衣警務人員於光復屯門事件中在商場內使用警棍作出驅趕，被大批示威者包圍及指罵

根據《香港大學民意研究計劃》每年進行的「香港市民對警務處的總體滿意程度」顯示，曾偉雄在任警務處處長期間，香港市民對警務處的總體滿意程度反覆持續下跌，於2014年12月為61分，創下香港回歸以來最低紀錄，以及「最多人認知的五個紀律部隊」當中評分最低，為香港回歸以來最低紀錄。

### 塗鴉少女事件
2011年4月13日，上環、尖沙嘴及佐敦街頭相繼出現多個白色油漆的艾未未肖像塗鴉，旁邊更有中、英文字句寫道「誰在害怕艾未未？」，估計目的是表逹對中國政府拘捕艾未未的不滿。警務處將上述的刑事毀壞案件交由負責調查嚴重罪行的西九龍總區重案組處理。警察公共關係科發言人強調，有關案件是由油尖警區重案組負責，西九龍總區重案組只是「協助分析案情」。
根據香港傳媒追查，涉嫌在街頭塗鴉艾未未肖像的少女姓鄧，自2011年4月15日凌晨12時，在其臉書戶口頁面留言，呼籲朋友將塗鴉作品繼續廣為流傳分享後，再也沒有親自留言。自從傳媒報道西九龍總區重案組接手調查此案件後，部份網民表示十分擔心，留言欲知該少女的安危，惟她一直未有回覆。傳媒透過少女的友人得悉她未被拘捕，更透過友人表明自己不畏懼警務處的「打壓」。部分網民因而揚言要擾亂警察的視線，以掩護塗鴉少女的行蹤。
美國有線新聞網絡於2011年4月15日以「誰人害怕艾未未？當然不是香港藝術家」為題，大篇幅報道香港藝術家對艾未未事件的反應，放在新聞稿之前的是少女的塗鴉作品。報道引述少女稱：「我不是在搞破壞，不是為破壞而破壞，我只想多些人知道到底發生了甚麼事。」事件引起了部分香港市民的質疑，形容警察的行動有損政治中立，猶如製造白色恐怖。立法會議員何秀蘭批評曾偉雄此舉「不知所謂」，促請他不要再奉迎北京。有評論認為出動重案組調查在香港隨處可見的廣告塗鴉，難逃政治打壓之嫌，只會弄巧反拙。

### 住宅僭建
2011年8月25日，曾偉雄被香港傳媒揭發其位於九龍塘的物業自2007年3月起被屋宇署發現有4項僭建物，包括簷篷、平台鐵欄上的花盆架、簷篷上兩道鐵欄連兩個花盆架及簷篷上加建的一道實心牆，並且向其發出了清拆令。至2011年，仍然有一幅實心牆未清拆，相關清拆令仍然登記在土地註冊處上。曾偉雄後來透過警察公共關係科回應事件，指出除了該道實心牆外，清拆令提及的其他僭建物已經全數拆除。至於清拆實心牆則涉及業權問題，該道牆的業權是與鄰居共同擁有，在大廈30多年前入伙時已經存在，鄰居與屋宇署對於該道實心牆是否屬於僭建物一直存有嚴重分歧，因此他無權利單獨決定是否清拆該道實心牆。然而，測量師何鉅業表示，即使鄰居反對清拆僭建實心牆，曾偉雄亦可以要求屋宇署介入，或者自行向鄰居發出律師信，入稟法院，要求鄰居配合清拆令。

### 黑影論
曾偉雄獲委任為警務處處長後，警察多次被部份政治人物、傳媒和市民指控為中央政府執行政治任務，多宗事件惹起爭議，引致市民對警務處的信任及滿意度日減。
2011年8月，中國國務院副總理李克強訪問香港，期間在九龍麗港城進行家庭訪問，一名身穿「平反六四」主題恤衫的男子被押走。期間有人阻撓記者拍攝，以手摭擋攝影機，後來被證實為警務人員。曾偉雄在立法會上交代事件，表示當日該名警員目睹一個「黑影」在旁閃過，該名人員於本能反應下以手擋駕，手卡在在攝影機上，並非刻意阻擋記者的攝影機。此番言論隨即惹起爭議，並且因而接獲多份投訴。及後，獨立監察警方處理投訴委員會公佈事件中對警方的投訴之中期報告，妨礙採訪的指控成立。2012年5月8日，曾偉雄首度對報告回應，指出「言論講咗就係講咗，所謂收返係不切實際」。

### 男警務人員熊抱女示威者
2013年5月，約20名香港專上學生聯會成員及明愛專上學院學生向香港行政長官梁振英示威，堵塞道路，將其座駕圍堵逾20分鐘，更一度將其座駕車門打開，其後與在現場進行驅散行動的警察爆發衡突，期間一名女性示威者被男性警務人員從後熊抱離開現場，警察因而受到批評。曾偉雄回應指出，「我們警務人員在日常執行職務時，只要情況許可，都會避免同異性有身體接觸，舉個例，搜身時我們會要求同一性別的同事進行，但是當在突發、危急及混亂的場面出現時，同事執法時，就會有困難避免同異性接觸」。

### 長距離揚聲裝置非武器定義
2012年11月，香港傳媒報道警務處為針對示威者購置了能夠發出高頻聲波及損害聽覺的長距離揚聲裝置（俗稱「音波炮」）。曾偉雄聲稱警務處所購置的為「擴音用途的長距離揚聲裝置」，並「不具備傷害性」。其後，警務處在立法會上引述由製造商所提供的資料，表示「此裝置並非如某些報道所述，會產生超低音頻而導致聽者暈眩、作嘔或喪失方向感」，更於2013年1月14日邀請立法會保安事務委員會議員到訪警察機動部隊總部，由警務人員示範長距離揚聲裝置的運作。但包括《信報》專欄作家紀曉風在內等人翻查資料後指出，國際社會一向公認「音波炮」為攻擊性武器，嚴重可以引致失聰。

### 社會安寧論
2014年3月6日，中西區區議會公民教育工作小組在審議撥款25萬港元推廣《基本法》事務期間，小組主席暨西營盤區親建制派區議員李志恆禁止記者旁聽及攝錄，下令進行閉門會議，及召喚保安員邀請「在會議室內作出滋擾行為」的泛民主派區議員許智峯和另外一人離開，惟兩人在保安員多次要求下，從下午至晚上一直拒絕離開，繼而與保安員糾纏，期間混亂，一名保安員被撞倒。李志恆遂報警求助，並且請求抵達現場的警務人員就事件處理提供建議。有關警務人員表示，會議內的任何擾亂秩序的情況應該由保安員處理，警察僅會在公眾安寧可能或者已經受到破壞、或者任何人可能受到傷害等情況下才介入處理。其後，保安員再度要求上述兩人離開，惟不成功，並且再次出現混亂情況，有保安員跌倒。現場警務人員勸諭後，協助保安員將許智峰抬離現場，另外一人則由保安員帶走。許智峰於同年11月27日因為涉嫌襲擊而被拘捕。
此舉惹來泛民主派指責警察干預區議會的運作，曾偉雄回應時指出，警察不希望捲入議會政治，當時是收到報警協助，警察有責任保障社會安寧，人員乃履行職責；被提問何謂「社會安寧」，他回應若然有人士不清楚何謂「社會安寧」，可以自行詢問法律顧問。

### 日峰行動
香港警務處處理佔領中環的日峰行動被批評為連番失誤、進退失據，而且打擊前線警務人員士氣；當時在原本的和平示威活動，但因有失控示威者衝擊警方防線，並因此警方投擲及發射了合共87枚催淚罐及催淚彈作出驅散、向示威者展示「速離，否則開槍」之警告旗，期間更有警員展示「速離，否則開槍」的字樣、涉嫌過份使用武力及執法不力等；期間更發生了香港傳媒現場直播警務人員涉嫌非法毆打疑犯案件，致使警務處自1970年代初期改革後累積數十年來的正面形象及大致上融洽的警民關係幾乎殆盡。投訴及內部調查科與獨立監察警方處理投訴委員會於2014年12月11日舉行聯席會議，披露自佔領中環發生以來的投訴案件數字。截至同月10日中午，投訴警察課共接獲1,958名投訴人2,251項指控，其中104宗投訴案件需要向嚴重個案小組匯報，當中48宗投訴內容為毆打。
日峰行動進行期間，曾偉雄一連79日在香港警察總部度宿以方便指揮，創下歷任警務處處長不休假及不回家的最長紀錄。曾偉雄於事發後約一個月（2014年9月28日至10月26日）兩次出席公開場合，一次為出席在香港警察學院舉行的結業操，另外一次為出席2014年度勳銜頒授典禮，兩次均有對外就日峰行動而發言，不過並無回應任何提問。至2014年10月27日，曾偉雄出席香港警察員佐級協會會慶後才首次接受採訪。同日，公民黨立法會議員毛孟靜在立法會保安事務委員會會議上提出要求曾偉雄辭職的無約束力動議，結果為10票贊成、17票反對，動議被否決，而曾偉雄並無出席接受質詢。
2014年11月26日，曾偉雄母校高主教書院近兩百名校友、舊生及前教員在《蘋果日報》以「高主教書院校友聯署支持雨傘運動，並強烈譴責舊生警務處處長曾偉雄」為題目刊登全版聯署聲明，表示「曾偉雄先生身為警務處處長，對於警隊出現如此不專業之行為實在責無旁貸。同為高主教書院舊生，我們對曾先生多次發出包庇下屬及抺黑和平示威人士之言論深表遺撼，並致以最強烈的譴責。」
2014年12月20日，佔領運動結束後，曾偉雄出席無綫電視《講清講楚》訪談節目時重申，警務處已經採取了最容忍及克制的方式來處理。對於10月3日旺角佔領區出現大批反佔領示威者包圍佔領示威者之事件，形容「場面極之極之混亂」，惟當晚有一幕令他非常感動，指有女性警務人員以身驅阻擋反佔領示威者的攻擊，保護佔領示威者離開，「有如慈母一樣保護兒女」，此番言論隨後被網民諷刺。
對於警務人員涉嫌非法毆打疑犯（曾健超）案件，曾健超於2015年4月月中在記者會上表示於進行認人手續時，7及疑犯表現極不合作。同月23日，曾偉雄出席東區區議會會議時被公民黨區議員黎志強質疑此事，他回應時指出，被拘捕者不論職業、背景，即使是議員或警員都有一樣的法律權利，同樣有權保持緘默，亦有權不合作；他以於月前被預約拘捕的立法會議員為例，表示他們被拘捕後同樣保持緘默，甚至乎進行「踢保」等等不合作舉動。他反問議員可以享有權利，為何警員則不可以享有權利？著「大家平常心看待」案件。法政匯思召集人文浩正律師表示，曾偉雄的說法無錯，每名被拘捕者確實擁有不合作的權利。他解釋，法例無規定在認人程序中被拘捕者必須合作，涉案者甚至乎可以拒絕參與認人程序。不過，文浩正指出事件的關鍵之處不在於被拘捕者是否合作，而是為何調查進度如此緩慢，他認為曾偉雄有必要解釋調查的進展。
對於近日接連有在佔領運動和光復行動期間被拘捕者被法院判處無罪或者被撤銷控罪，被記者問及為何定罪率為何低於一半，曾偉雄反指出傳媒無報道罪成案件；他又重申，警察執法的拘捕標準和律政司的檢控與法院的裁判標準不一樣，無論疑犯最終是否被定罪，警務處事後都會檢視案件。

### 反對政改人士 突遭警以鐵馬圍困
2015年4月25日，政改三人組到各區宣傳政改，有反對政改人士在樂富廣場外的廣場對出狙擊，警察以「嚴重阻塞道路」為由，將示威者強行抱入由鐵馬圍住、僅可容納數人的示威區。另一方面，樂富站學民思潮在接受傳媒訪問時，突然遭到警察搬運鐵馬，將他們圍住。學民思潮成員立即高呼「和平示威無罪」、「我有權示威，無須警方批准」。

### 免費報紙派報員被警方控告以阻街為名 被迫暫停派報
2015年4月30日，教育局長吳克儉早上到港鐵大圍站外宣傳政改時，免費報紙派報員被警方控告以阻街為名，被迫暫停派報。

## 外部連結
- 曾偉雄先生（ Archive.today的存檔，存档日期2015-05-02）
- 警務處處長 曾偉雄, PDSM（ Archive.today的存檔，存档日期2015-05-02）
- 警隊新「一哥」（页面存档备份，存于） 《頭條日報》專題訪問 2011年11月21日

| 官衔          | 官衔                                   | 官衔          |
| ------------- | -------------------------------------- | ------------- |
| 前任： 鄧竟成 | 警務處處長 2011年1月11日－2015年5月4日 | 繼任： 盧偉聰 |